# Chihiro Muramatsu
Chihiro Muramatsu (japanisch 村松 千裕 Muramatsu Chihiro; * 22. Mai 1998 in Kashiwa, Chiba) ist eine japanische Tennisspielerin.

## Karriere
Muramatsu begann im Alter von sieben Jahren mit dem Tennisspielen, sie bevorzugt dabei laut ITF-Profil Hartplätze.
Sie spielt vor allem auf Turnieren der ITF Women’s World Tennis Tour, bei denen sie bislang einen Einzel- und drei Doppeltitel gewonnen hat.

## Turniersiege

### Einzel
| Nr. | Datum             | Turnier | Kategorie   | Belag     | Finalgegnerin      | Ergebnis         |
| --- | ----------------- | ------- | ----------- | --------- | ------------------ | ---------------- |
| 1.  | 24. November 2019 | Bhopal  | ITF $25.000 | Hartplatz | Karman Kaur Thandi | 6:1, 3:1 Aufgabe |

### Doppel
| Nr. | Datum            | Turnier   | Kategorie   | Belag             | Partnerin      | Finalgegnerinnen                             | Ergebnis |
| --- | ---------------- | --------- | ----------- | ----------------- | -------------- | -------------------------------------------- | -------- |
| 1.  | 2. Dezember 2017 | Antalya   | ITF $15.000 | Sand              | Melis Sezer    | Pia König Alina Silitsch                     | 6:1, 6:4 |
| 2.  | 13. Juli 2019    | Turin     | ITF $25.000 | Sand              | Yūki Naitō     | Mayar Sherif Ahmed Abdel Aziz Melanie Stokke | 6:0, 6:2 |
| 3.  | 6. November 2021 | Haabneeme | ITF W25     | Hartplatz (Halle) | Jessica Failla | Maja Chwalińska Adrienn Nagy                 | 6:3, 6:4 |